# FAM122C
FAM122C (англ. Family with sequence similarity 122C) – білок, який кодується однойменним геном, розташованим у людей на X-хромосомі. Довжина поліпептидного ланцюга білка становить 195 амінокислот, а молекулярна маса — 22 522.
| 10         |  | 20         |  | 30         |  | 40         |  | 50         |
| ---------- |  | ---------- |  | ---------- |  | ---------- |  | ---------- |
| MAQEKMKLGF |  | KSLPSSTTAD |  | GNILRRVNSA |  | PLINGLGFNS |  | QVLQADMLRI |
| RTNRTTFRNR |  | RSLLLPPPPF |  | HGSISRLHQI |  | KQEEAMDLIN |  | RETMSEWKLQ |
| SEIQISHSWE |  | EGLKLVKWHF |  | NINQKRFSKA |  | QPTCFLLILP |  | NCQKIMCIYF |
| QLLLMETTAM |  | LDLLVIRQLK |  | SALSQTLLCH |  | LLILVLICSS |  | RQTFN      |

A: Аланін

C: Цистеїн

D: Аспарагінова кислота

E: Глутамінова кислота

F: Фенілаланін

G: Гліцин

H: Гістидин

I: Ізолейцин

K: Лізин

L: Лейцин

M: Метіонін

N: Аспарагін

P: Пролін

Q: Глутамін

R: Аргінін

S: Серин

T: Треонін

V: Валін

W: Триптофан

Задіяний у такому біологічному процесі, як альтернативний сплайсинг. 